# EN 388
EN 388 ist eine europäische Norm für Schutzhandschuhe gegen mechanische Risiken der PSA Kategorie II und Kategorie III. Es gibt mehrere Version dieser Norm, die miteinander nicht vollständig kompatibel sind (z. B. EN 388:2003, EN 388:2016, EN 388:2017, EN 388:2019). Aufgrund der unterschiedlichen Tests lassen sich die Werte der EN 388 auch nicht direkt mit den Werten der ISO 13997 vergleichen.

## DIN EN 388
Die DIN EN 388:2019 macht Angaben über sechs getestete Bereiche, die
- Abriebfestigkeit
- Schnittfestigkeit nach herkömmlichem Verfahren
- (Weiter-)Reißfestigkeit
- Durchstichfestigkeit
- Schnittfestigkeit nach neuem Verfahren
- optional: Schutz vor Stößen

Alle getesteten Bereiche werden in Form von einstelligen Zahlen oder eines Buchstaben angegeben, alle nicht getesteten Bereiche werden mit einem „X“ versehen. Eine typische Angabe auf Schutzhandschuhen ist z. B. 4121 oder 3443.
Ein Handschuh gilt erst als Schutzhandschuh, wenn er mindestens in einem Bereich einen Wert größer Null hat. Das bedeutet, dass ein Handschuh mit der Angabe „0000“ kein Schutzhandschuh ist.

### Abriebfestigkeit
Die Angabe der Abriebfestigkeit erfolgt als Zahl mit Werten von 0 bis 4. Sollte keine Prüfung der Abriebfestigkeit erfolgen, wird ein „X“ anstelle einer Zahl geschrieben.
| Schutzstufe | Anzahl bestandener Umdrehungen |
| ----------- | ------------------------------ |
| 0           | 0 bis 99                       |
| 1           | 100 bis 499                    |
| 2           | 500 bis 1999                   |
| 3           | 2000 bis 7999                  |
| 4           | 8000 +                         |

### Schnittfestigkeit nach herkömmlichem Verfahren
Die Angabe der Schnittfestigkeit nach herkömmlichem Verfahren erfolgt als Zahl mit Werten von 0 bis 5. Sollte keine Prüfung der Schnittfestigkeit nach herkömmlichem Verfahren erfolgen, wird ein „X“ anstelle einer Zahl geschrieben.
| Schutzstufe | Faktor      |
| ----------- | ----------- |
| 0           | 0 bis 1,1   |
| 1           | 1,2 bis 2,4 |
| 2           | 2,5 bis 4,9 |
| 3           | 5 bis 9,9   |
| 4           | 10 bis 19,9 |
| 5           | 20 +        |

Aufgrund der unterschiedlichen Testverfahren können die Schnittfestigkeiten nach herkömmlichen und neuem Verfahren nicht miteinander verglichen werden.

### Reißfestigkeit
Die Angabe der Reißfestigkeit erfolgt als Zahl mit Werten von 0 bis 4. Sollte keine Prüfung der Reißfestigkeit erfolgen, wird ein „X“ anstelle einer Zahl geschrieben.
| Schutzstufe | Benötigte Kraft in Newton |
| ----------- | ------------------------- |
| 0           | 0 bis 9,9                 |
| 1           | 10 bis 24,9               |
| 2           | 25 bis 49,9               |
| 3           | 50 bis 74,9               |
| 4           | 75 +                      |

### Durchstichfestigkeit
Die Angabe der Durchstichfestigkeit erfolgt als Zahl mit Werten von 0 bis 4. Sollte keine Prüfung der Durchstichfestigkeit erfolgen, wird ein „X“ anstelle einer Zahl geschrieben.
| Schutzstufe | Benötigte Kraft in Newton |
| ----------- | ------------------------- |
| 0           | 0 bis 19,9                |
| 1           | 20 bis 59,9               |
| 2           | 60 bis 99,9               |
| 3           | 100 bis 149,9             |
| 4           | 150 +                     |

### Schnittfestigkeit nach neuem Verfahren
Die Angabe der Schnittfestigkeit nach neuem Verfahren erfolgt als Buchstabe von A bis F. Sollte keine Prüfung der Schnittfestigkeit nach neuem Verfahren erfolgen, wird ein „X“ anstelle des Buchstaben geschrieben.
| Schutzstufe | Schnittfestigkeit in Newton |
| ----------- | --------------------------- |
| A           | 2                           |
| B           | 5                           |
| C           | 10                          |
| D           | 15                          |
| E           | 22                          |
| F           | 30                          |

Aufgrund der unterschiedlichen Testverfahren können die Schnittfestigkeiten nach herkömmlichen und neuem Verfahren nicht miteinander verglichen werden.

### Schutz vor Stößen
Die Angabe der Schutz vor Stößen ist optional, sollte der Test erfolgreich bestanden worden sein, wird ein „P“ angegeben und bei nicht erfolgtem Test wird die Angabe weggelassen.

## Unterschiede zwischen EN 388 und ISO 13997
Aufgrund der unterschiedlichen Tests kann man die EN 388 nicht mit der ISO 13997 vergleichen.
| Bereich         | EN 388                             | ISO 13997                     |
| --------------- | ---------------------------------- | ----------------------------- |
| Klingenform     | rund                               | gerade                        |
| Schneideart     | rotierend mit wiederholtem Kontakt | gerade mit einmaligem Kontakt |
| Kraftausübung   | konstant bei 5 N                   | zwischen 2 und 30 N           |
| Klassifizierung | 1 bis 5                            | A bis F                       |